# Madame Marguerite
Madame Marguerite est une pièce de théâtre écrite par Roberto Athayde en 1970.

## Éditions
- Apareceu a Margarida, 1973.
- Madame Marguerite (Monologue tragi-comique pour une femme impétueuse…), adaptation de Jean-Loup Dabadie ; suivi de Les Œufs à la moutarde, pièce en un acte de Pierre Roudy ; Paris, L'Avant-scène, avril 1975, n° 561  (ISSN 0045-1169).
- Madame Marguerite, adaptation de Jean-Loup Dabadie, éditions de la Librairie théâtrale, 2016  (ISBN 978-273490613-1).

## Représentations
- Théâtre Montparnasse, 1974, mise en scène de Jorge Lavelli, avec Annie Girardot[1]
- Théâtre Le Public (Bruxelles), 5 septembre - 26 octobre 2013, mise en scène de Virginie Hocq, avec Marie-Paule Kumps[2].
- Théâtre de Poche Montparnasse, Paris (VIe), mai 2018, avec Stéphanie Bataille, mise en scène d'Anne Bouvier[3]